# مذبحة بالميري

مذبحة بالميري، هي عبارة عن سلسلة من الإعدامات الجماعية التي نفذتها القوات الألمانية النازية، خلال الحرب العالمية الثانية، قرب قرية بالميري، في غابة كامبينوس، شمال غرب وارسو.
ما بين ديسمبر 1939 ويوليو 1941 أُعدم أكثر من 1700 بولندي ويهودي –والذين كانوا بغالبهم من معتقلي سجن بافياك في وارسو– على يد قوات الإس إس (شوتسشتافل) وشرطة النظام في فسحة بغابة بالقرب من بالميري. وقعت المذابح التي يتوفر بشأنها أكبر قدر من المعلومات الموثوقة بين 20 -21 يونيو 1940، عندما قُتل 358 فردًا من النخبة السياسية، والثقافية، والاجتماعية البولندية في عملية واحدة.
تُعتبر بالميري إحدى أسوأ المواقع صيتًا للجرائم الألمانية النازية في بولندا، وأيضًا «واحدةٌ من أفظع الأماكن للإعدامات الجماعية» في بولندا. بالإضافة إلى مذبحة كاتين، اكتسبت مذبحة بالميري مكانة أيقونية نظرًا لمصير الشهادة الذي لقيته النخبة المثقفة البولندية خلال الحرب العالمية الثانية.

## مقدمات المذبحة
اعتبر قادة النازيين وارسو إحدى أكبر العقبات التي تقف في سبيلهم لإخضاع الأمة البولندية. بعد الغزو النازي لبولندا، خُفّضت مكانة وارسو إلى مدينة مقاطعة تابعة للحكومة العامة المنشأة حديثًا. رغم ذلك، بقيت وارسو قلب الحياة الثقافية البولندية النابض. إضافة إلى ذلك، كانت وارسو مركز القيادة العليا للدولة السرية البولندية وسرعان ما أصبحت معقل المقاومة السياسية والمسلحة للاحتلال الألماني النازي. في 14 أكتوبر 1943، كتب الحاكم العام هانز فرانك في دفتر مذكّراته ما يلي:
«ثمة مكان واحد في هذه البلاد يشكّل مصدر جميع بلاويها –ألا وهو وارسو. دون وارسو لم نكُن لنواجه سوى أقل القليل من المشاكل التي تعترضنا الآن. تتموضع وارسو في قلب جميع الاضطرابات، وهي منبع السخط الذي تمدد ليشمل البلاد بأسرها».
استسلمت العاصمة البولندية لجيش الفيرماخت النازي في 28 سبتمبر 1939. بعد ثلاثة أيام دخل المدينة جنود مجموعات العمليات أينزاتسغروبن تحت إمرة قائد اللواء في الإس-إس لوتار بويتل. وسرعان ما أجروا عمليات تمشيط في الأبنية العامة والخاصة، ونفذوا عمليات اعتقال جماعية. في 8 أكتوبر 1939، اعتُقل ما يقارب الـ354 معلمًا وقسيسًا كاثوليكيًا بولنديًا لأن القوات الغازية افترضت كونهم «مفعمين بالشوفينية البولندية» كما «شكّلوا خطرًا داهمًا» على السِلم العام. بعد ذلك، لم يقضِ وقت طويل قبل أن تكتظ سجون ومعتقلات بافياك، وموكوتوف، ومركز التوقيف الرئيسي في شارع دانيلوفيزوفسكا، وزنازين مركز قيادة الجيستابو في الجادة زوتشا 25. قُتل العديد غيرهم.
خلال الشهر الأول للاحتلال الألماني، أُعدم سرًا العديد من المساجين السياسيين في وارسو خلف مجمّع البرلمان البولندي (سيجم) في شارع فيسكا (فيما يسمى بحدائق فيسكا). من أكتوبر 1939 حتى أبريل 1940، قُتل المئات في المكان ذاته. مع ذلك، سرعان ما أدركت سلطات شرطة النازيين الألمان أنهم لن يتمكنوا من إبقاء عمليات الإعدام سرًا إذا ما نفذوها في وسط مدينة كبرى. لذلك اتُخذ قرار بتنفيذ عمليات الإعدام الجماعيات التالية في فسحة في غابة كامبينوس، الواقعة قرب قريتي بالميري وبوسيتشا، على بُعد 30 كيلو متراً (19 ميلًا) شمال غرب وارسو.

## أسلوب التنفيذ
نُفذت عمليات الإعدام في بالميري على أيدي أفراد شرطة النظام أو قوات فرسان الإس-إس التي كانت موجودة في وارسو. أشرف على تلك العمليات ضباط الجيستابو يقودهم قائد شرطة الأمن في وارسو، قائد اللواء في الإس-إس يوزيف مايزنغر.